# Lara McDonnell
Lara McDonnell (Castleknock, 7 de noviembre de 2003) es una actriz irlandesa. Comenzó en el mundo de la actuación en 2015 cuando consiguió el papel titular alterno en la producción del West End de Matilda the Musical del 2015 al 2016. Desde entonces, ha aparecido en varias películas y series de televisión entre las que cabe destacar Belfast (2021), Artemis Fowl (2020) y The Holiday (2021).

## Biografía

### Infancia
Laura McDonnell nació el 7 de noviembre de 2003 en el área de Luttrellstown en Castleknock, un suburbio al oeste de Dublín. Es la mayor de tres hijos del matrimonio formado por Hazel y Ciaran, tiene una hermana y un hermano. McDonnell asistió a la St Brigid's National School en Castleknock. durante su infancia tomó clases de teatro después de la escuela en un centro parroquial cerca de su escuela.

### Carrera
Hizo su primera aparición como actriz en 2014, interpretando a una Rosie adolescente en la película de comedia dramática romántica Love, Rosie. Al año siguiente, fue elegida como una de las cuatro chicas que interpretaban a Matilda Wormwood en el musical Matilda the Musical del West End londinese. Después, interpretó a una joven Anne Brontë en To Walk Invisible (2016) y luego como Alannah en The Delinquent Season (2018).
Luego interpretó a la capitana Holly Short en Artemis Fowl (2020) de Kenneth Branagh, una película de Disney basada en la novela del mismo título de Eoin Colfer. Tras el lanzamiento del tráiler, el casting de McDonnell generó algunas críticas, ya que en el libro se describe a Holly con de «piel marrón nuez», lo que lleva a acusaciones de blanqueo (whitewashing). Volvería a trabajar con Branagh en su película Belfast (2021), donde interpreta a Moira.
En 2022, apareció en la serie de televisión de drama del canal británico Channel 5 The Holiday donde interpreta el papel de Lucy. Ese mismo año, también apareció en la serie de Netflix The Last Bus. En 2023, protagonizó Greatest Days, interpretando a una adolescente Rachel.
Desde enero de 2024, interpreta el papel de la joven Joan en la obra de teatro The Hills of California.

## Filmografía

### Cine
| Año  | Título                | Papel                  | Notas            | Ref.   |
| ---- | --------------------- | ---------------------- | ---------------- | ------ |
| 2014 | Love, Rosie           | Rosie Dunne de 10 años | Debut en el cine | [ 14 ] |
| 2016 | To Walk Invisible     | Anne, joven            | Telefilme        |        |
| 2018 | The Delinquent Season | Alannah                |                  | [ 15 ] |
| 2020 | Artemis Fowl          | Holly Short            |                  | [ 15 ] |
| 2021 | Belfast               | Moira                  |                  | [ 16 ] |
| 2023 | Greatest Days         | Rachel de joven        |                  | [ 12 ] |

### Televisión
| Año  | Título       | Papel          | Notas       | Ref.          |
| ---- | ------------ | -------------- | ----------- | ------------- |
| 2022 | The Holiday  | Lucy           |             | [ 10 ] [ 17 ] |
| 2022 | The Last Bus | Lucy Monkhouse | Episodio 10 |               |

### Teatro
| Año       | Título                  | Papel            | Teatro                                                                  | Notas | Ref.   |
| --------- | ----------------------- | ---------------- | ----------------------------------------------------------------------- | --- | ------ |
| 2015–2016 | Matilda the Musical     | Matilda Wormwood | Cambridge Theatre Londres, Inglaterra                                   | Producido por Royal Shakespeare Company                                                                                    | [ 18 ] |
| 2024      | The Hills of California | Young Joan       | Harold Pinter Theatre Londres, Inglaterra Broadhurst Theatre Nueva York | McDonnell estuvo en el elenco de Londres y, en otoño de 2024, se trasladó a Broadway, junto con otros miembros del elenco. |        |